# Плещеев, Иван Михайлович
Ива́н Миха́йлович Плеще́ев — воевода в Верхотурье 1608—1612 годах, вместе со Степаном Годуновым.

## Биография
Благодаря немногим сохранившимся в печати отпискам к Верхотурским воеводам князя Михаила Васильевича Скопина-Шуйского, соседних воевод и целовальника Карпина из Вологды, известно, что Годунов и Плещеев должны были заботиться об отправке в Москву «соболиной казны», что в Верхотурье делались суда под хлебные запасы, отправляемые туда для Сибири из Перми и из Пермских пригородов, что им было предписано взыскивать с торговых людей деньги и хлебные запасы на жалованье сибирским служилым людям.
Устюжский воевода Иван Филиппович Стрешнев делился с верхотурскими воеводами известиями, получаемыми из Москвы. Так, он сообщил им о смерти Тушинского вора и переслал при этом точный список с отписки к нему князя М. В. Скопина-Шуйского. Позднее он сообщил о взятии города Дмитрова и о победе над Яном Сапегой.
В 1612 году в Верхотурском уезде:
…была измена и шатость от вогулич, которые хотели город сжечь и служилых людей убити, и умыслили, чтобы им быти себе царством, как было при Кучуме царе.
Произошло это из-за «яко бы их к военной службе хотят принуждать и в Москву посылать для усмирения мятежей». Какого рода мероприятия последовали со стороны Годунова и Плещеева неизвестно.